# Le Guédeniau
Le Guédeniau korábbi község Franciaország Loire mente régiójában, Maine-et-Loire megyében. Lakosainak száma 395 fő (2018. január 1.). Le Guédeniau Auverse, Baugé-en-Anjou, Bocé, Cuon, La Lande-Chasles, Lasse, Longué-Jumelles és Mouliherne községekkel határos.
2016. január 1-jén nyolc másik korábbi községgel egyesült és Baugé-en-Anjou új község része lett.

## Népesség
A település népességének változása:
| Lakosok száma | 421  | 392  | 301  | 249  | 292  | 330  | 344  | 357  | 366  | 395  |
|               | 1962 | 1968 | 1982 | 1990 | 1999 | 2008 | 2011 | 2013 | 2017 | 2018 |